# 盔饰
盔飾為構成紋章的一部分，放置於盾形的上方，是最早期的紋章外部裝飾，它的起源非常古老，常見於多數古代人士的紋章中，其最初作用在於威嚇敵人鼓舞己方士氣並祈求神靈庇佑，到後期則具有標示紋章擁有人或是家族之社會地位，如：身分、等級、職務、爵位，不過冠飾、盔飾、支持物等外部裝飾物皆無遵守嚴格的規則，並沒有如盾形中顏色規則這樣嚴格的規則讓人遵守，但還是可以從盔飾推斷出擁有者的地位，如王室成員的盔飾為正面，其他貴族則為側面，從盔飾的精製程度也可以推斷出持有人是甚麼身分的貴族，但因為未有嚴格的規範故後期也有大量平民於盾形上加上盔飾。